# Jan Stoltmann
Jan Stoltmann SVD (ur. 27 grudnia 1920 w Swornegaciach na Kaszubach, zm. 23 stycznia 1941 w Dachau) – polski kleryk katolicki, Sługa Boży Kościoła katolickiego.
6 stycznia 1921 roku został ochrzczony. Do niższego seminarium duchownego w Górnej Grupie uczęszczał w latach 1933–1939, po czym wstąpił do nowicjatu w Chludowie.

Po wybuchu II wojny światowej, 25 stycznia 1940, Niemcy internowali wszystkich przebywających w Domu Misyjnym duchownych i utworzyli obóz przejściowy dla zakonników i księży z okolicy. 19 maja złożył w trybie przyśpieszonym pierwsze śluby zakonne. Aresztowany został 22 maja 1940 roku i przewieziony do Fortu VII w Poznaniu, później do hitlerowskiego obozu koncentracyjnego Dachau (zarejestrowany pod numerem 11458), a stamtąd 2 sierpnia do Mauthausen-Gusen (zarejestrowany pod numerem 7183). Ostatnią podróż odbył nocą 7/8 grudnia tegoż roku powtórnie do obozu koncentracyjnego w Dachau (zarejestrowany pod numerem 22121). Tam wyniszczony ciężką pracą ok. 16 stycznia zachorował i 23 stycznia o godz. 10:00 przeniesiony został na rewir, co było przystankiem przed krematorium. W dzień przed śmiercią potajemnie przyjął wiatyk. Według świadectwa współwięźniów ostatnie słowa Jana Stoltmanna brzmiały: 

Odtąd będzie wam się lepiej powodziło, gdyż będę się za wami wstawiał u Boga.

Jest jednym z 122 Sług Bożych, wobec których 17 września 2003 roku rozpoczął się proces beatyfikacyjny drugiej grupy męczenników z okresu II wojny światowej. 23 kwietnia 2008 roku zamknięto proces rogatoryjny (diecezjalny etap procesu beatyfikacyjnego).

## Źródła internetowe
- Notatka biograficzna
- MARTYRS KILLED IN ODIUM FIDEI BY THE NAZIS DURING THE SECOND WORLD WAR (III) (44. Jan Stoltman) (ang.)